# Вурманкаси (Вурнарський район)
Вурманка́си (рос. Вурманкасы, чув. Вăрманкасси) — присілок у складі Вурнарського району Чувашії, Росія. Адміністративний центр Вурманкасинського сільського поселення.
Населення — 518 осіб (2010; 635 у 2002).
Національний склад:
- чуваші — 98 %